# スティーブン・ベイツ
スティーブン・ベイツ（Steven Bates、1980年1月16日 - ）は、ニュージーランドのラグビー選手。

## プロフィール
- ニュージーランド・オークランド出身[1]。
- ポジションはフランカー(FL)、ナンバーエイト(No8)。
- 身長 193cm、体重 110kg
- ニュージーランド代表通算キャップ数は1。

## 略歴
17歳からラグビーを始めた。
ケルストンボーイズ高校卒業後、ワイカト大学に入る。
オークランド、ワイカト、チーフスを経て、2008年、東芝ブレイブルーパスに加入。同年9月6日に行われたジャパンラグビートップリーグ第1節のトヨタ自動車ヴェルブリッツ戦にて先発出場で日本での公式戦初出場を果たす。
2016年、東芝ブレイブルーパスを退団した。

## 受賞歴
- 2008-09トップリーグベスト15
- 2009-10トップリーグベスト15
- 2010-11トップリーグベスト15